# Сражение при Лукаут-Маунтен
Сражение при Лукаут-Маунтен (англ. The Battle of Lookout Mountain) произошло 24 ноября 1863 года в ходе битвы за Чаттанугу во время американской гражданской войны. Представляло собой одно из сражений вокруг Чаттануги, и иногда воспринимается как один из эпизодов сражения при Чаттануге. В этом сражении федеральная группировка генерала Джозефа Хукера атаковала Дозорную Гору (Lookout Mountain) к югу от Чаттануги и отбросила на восток группировку генерала конфедерации Картера Стивенсона. Сражение привело к тому, что южане отвели назад часть своего левого фланга и таким образом люди Хукера смогли участвовать в штурме Миссионерского хребта на следующий день, который привёл к снятию блокады Чаттануги и началу наступления федеральной армии на территорию Глубокого Юга.

## Силы сторон
Для захвата Лукаут-Маунтен генерал Грант использовал группировку генерала Хукера, которая насчитывала около 10 000 человек и состояла из трёх дивизий:
- Дивизия Джона Гири (из XII корпуса); бригады Чарльза Кэнди, Джорджа Кобхама и Дэвида Ирланда.
- Дивизия Чарльза Крафта (из IV корпуса); бригады Вальтера Уайтекера и Уильяма Грозе.
- Дивизия Питера Остерхауза (из XV корпуса); бригады Чарльза Вудса и Джеймса Уильямсона.

Силы конфедерации на горе насчитывали 8 726 человек и состояли из четырёх бригад под командованием генерала Стивенсона. Это были две бригады из дивизии самого Картера и две бригады из дивизии Читема, которой временно командовал Джон Джексон.
- б-г Эдвард Уальтхалл
- б-г Джон Мур
- б-г Джон Браун
- б-г Эдмунд Петтус

## Сражение

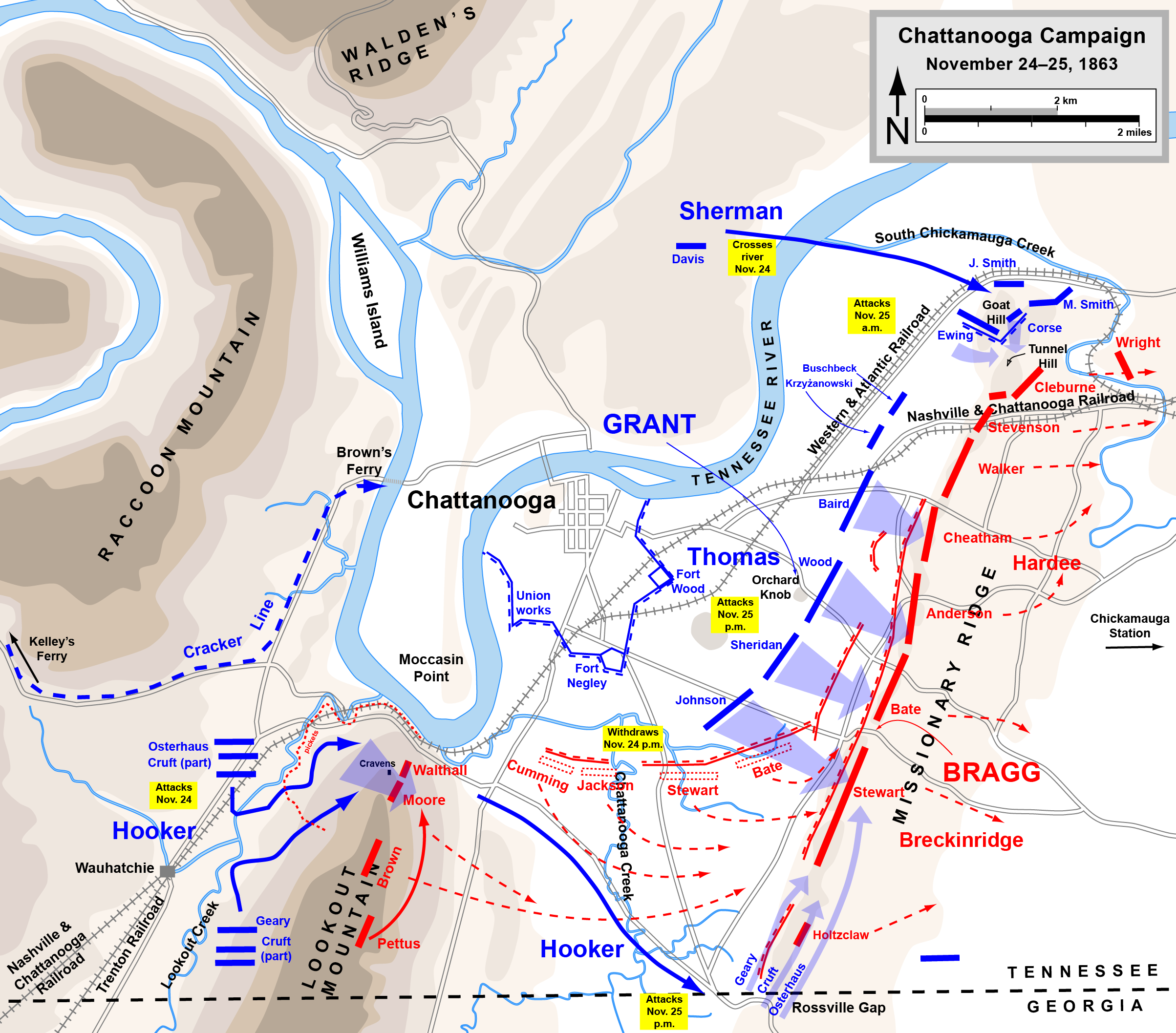
Штурм Лукаут-Маунтен

24 ноября у Хукера имелось 10 000 человек в трёх дивизиях. Грант понимал, что это слишком много для простой демонстрации, поэтому предложил провести нечто более серьезное, хотя и не полномасштабную атаку. Хукеру было приказано «взять это место лишь в том случае, если по ходу демонстрации это станет возможным». Однако, Хукер проигнорировал все нюансы и в 03:00 24 ноября приказал Гейри «перейти Лукаут-Крик и атаковать Лукаут-Маунтен, наступать вниз по долине и уничтожить там всех мятежников».
Хукер не планировал атаку дивизии Стивенсона на вершине горы, полагая, что захват террасы сделает позиции Стивенсона невыгодными. Наступление на террасу шло по двум направлениям: бригада Уайтакера с дивизией Гейри должна идти от Ваухатчи, а бригада Грозе с дивизией Остерхауза должна перейти реку Лукаут-Крик с юго-запада. Атакующие колонны должны сходиться у дома Гревенса. Бригада Вуда поддерживает Грозе и переходит реку вслед за ним, бригада Уильямса защищает артиллерию у устья Лукаут-Крик.
Хукер провёл мощную бомбардировку пикетов противника, чтобы скрыть своё наступление. У него было 9 батарей у Лукаут-Крик, 2 батареи у Мокасин-Пойнт и две батареи у Чаттануга-Крик.